# Abacena palliceps
Abacena palliceps là một loài bướm đêm trong họ Noctuidae.